# Batalla de Beruna
La Batalla de Beruna —a veces llamada Batalla contra la Bruja Blanca, Batalla de Narnia  o Primera Batalla de Beruna— es una batalla ficticia en la serie de fantasía C. S. Lewis Las Crónicas de Narnia. Se luchó en Narnia, en los bordes del gran río cerca de los Vados de Beruna, en el año 1000 de acuerdo con la línea de tiempo de Narnia establecida por Lewis. Es la batalla culminante de El León, la Bruja y el Armario y una de las diversas batallas acontecidas en las Crónicas de Narnia.
La batalla no recibe nombre alguno en El León, la Bruja y el Armario. Fue más adelante, en El Príncipe Caspian, cuando se le recuerda como la Primera Batalla de Beruna. La palabra "primera" le es atribuida por algunos eruditos de Narnia para distinguirla de la batalla que más tarde librarían, una vez más, en Beruna.

## Representación en el libro
La batalla se libró entre los narnianos (liderados por Peter Pevensie) y el ejército de la Bruja Blanca, a raíz de la aparente desaparición del gran líder de Narnia, Aslan. El ejército de la Bruja blanca incluye criaturas monstruosas como minotauros, enanos, hombres lobo, gigantes y brujas. Las fuerzas de Peter, a pesar de estar mejor posicionadas y poseer una mejor estrategia y aprovechamiento del terreno, eran comparativamente menores. Destacaban en su bando las razas de animales y criaturas mitológicas parlantes: faunos, ninfas, unicornios, centauros y grifos.
Las fuerzas de Peter, haciendo gala de una gran valentía, lograron causarle grandes pérdidas a las fuerzas enemigas con mucho esfuerzo, pero estas seguían superando por mucho a los narnianos y la bruja misma había tenido la oportunidad de petrificar a un gigantesco número de soldados de Peter con su varita. Sin embargo, en la primera descripción de Lewis de la escena de la batalla, la bruja ya no usa su varita (revelándose más tarde que el culpable de esto era ni más ni menos que Edmund), pero estaba utilizando en su lugar el cuchillo de piedra que ella había usado para matar a Aslan la noche anterior. La Bruja Blanca, viendo que su plan se derrumbaba, comenzó una encarnizada lucha con Peter en la que cualquiera de los dos podría haber salido victorioso. Fue acto seguido cuando un Aslan recién resucitado, junto con las hermanas de Peter, hace acto de presencia en el campo de batalla con un ejército auxiliar conformado por aquellos que antaño fueron petrificados por la varita de la Bruja Blanca.
Mientras muchos de los soldados del ejército de la Bruja Blanca eran pisoteados por la carga narniana, hubo quienes tuvieron la oportunidad de mostrar sus propias formas de lucha: Los enanos usaban sus hachas de batalla, los perros utilizaban sus dientes, Rumblebuffin el gigante mandaba a volar a sus desafortunados adversarios con un gran mazo, los centauros usaban sus espadas, y los unicornios embestían con sus cuernos. Finalmente resulta ser Aslan quien mata a la Bruja Blanca abalanzándose sobre ella y destrozándola con sus poderosas mandíbulas. Cuando el ejército enemigo restante se percata de esto, la mitad se rinde y la otra mitad huye. Más tarde se menciona que los que huyeron fueron exterminados después de la coronación de los niños Pevensie.
Al finalizar la batalla, Lucy usa su regalo de Navidad, una poción que puede curar cualquier herida, para Edmund, que fue encontrado bajo el cuidado de la señora castor cubierta de sangre, con la boca abierta, y su rostro de un "color verde desagradable ". Aslan insta a la niña a curar a todos los soldados heridos, lo que hace mientras Aslan restaura a todos aquellos que habían sido petrificados. Al día siguiente, Aslan corona a los cuatro niños y los proclama reyes y reinas de Narnia.

## Representación en el cine

### Película de Animación de 1979
Tras la muerte de Aslan, la Bruja Blanca puso algo de su ejército de guardia por la cresta mientras que el resto dormía. Cuando se corta de nuevo al campo, la batalla ya había comenzado con cada luchador puesto en combate.
Cuando el ambiente vuelve a la batalla, la Bruja Blanca comienza a girar algunas de las criaturas en el lado de Aslan en piedra. Edmund hace su camino hacia la Bruja Blanca y termina usando su espada para romper su varita y deshacer la petrificación de los que ella convirtió en piedra. Pero Edmund es luego eliminado por una de las criaturas en el lado de la Bruja Blanca. A medida que la Bruja Blanca se prepara para matar a Edmund, Peter llega para luchar contra ella.
Justo en ese momento, Aslan llega y su rugido escucha en todo el campo de batalla. Aslan luego se lanza a la Bruja Blanca que se vuelve a desempolvar el momento del impacto. Los refuerzos cobran hacia el campo de batalla. Al percatarse de que la Bruja Blanca ha sido vencida, su ejército rinde sus armas y toma la huida.

### Serie de televisión de la BBC
Tras la muerte de Aslan, el ejército de la Bruja Blanca se esconde entre las cordilleras cerca del campamento de Aslan como ella les da instrucciones de no hacer un sonido hasta que se da la orden de cargar. Un Exánime paso en un palo y se convirtió en piedra.
La Bruja Blanca luego hace su movimiento mientras envía a su ejército hacia abajo como Peter y el ejército a luchar contra las criaturas animadas en el ejército de la Bruja Blanca. A medida que la batalla continúa, la Bruja Blanca empieza a girar los del lado de Aslan en la mesa de piedra. Como ambos bandos chocan, Edmund usa su espada para romper la varita de la Bruja Blanca. Luego apuñala con la medio rota varita a Edmund. Cuando Peter se da cuenta de esto, comienza a perseguir a la Bruja Blanca hasta la quebrada sólo para que Aslan se muestre y le diga que de un paso atrás. Los Refuerzos invaden el campo mientras Aslan comienza a rugir. Mientras se repliega el ejército de la Bruja Blanca hasta la distancia, Aslan sigue rugiendo hasta que el suelo debajo de la Bruja Blanca empieza a temblar y ella cae a su muerte. El resto de su ejército se extinguirá por el ejército de Aslan.

### Película de 2005
La adaptación cinematográfica de 2005 cuenta con una representación vívida de esta batalla, con efectos visuales proporcionados por Rhythm and Hues Studios utilizando el programa MASIVO de animación Weta Digital", y diseños de criaturas de KNB Effects Group, Inc. Debido a que la acción del libro de la muerte de Aslan hasta el final de la batalla es contada desde la perspectiva de Susan y Lucy, Lewis no tiene la oportunidad de describir el supuesto de que Peter y Edmund toman el mando antes de que sus hermanas de la llegada de Aslan. Por lo tanto, la batalla de la película mejora la visión de Lewis añadiendo estos nuevos elementos a la guerra.
Cuando Peter es alertado por una Dríade enviada por Susan y Lucy de que Aslan está muerto, está urgido por su hermano para dirigir el ejército en la guerra y no retroceder.
En la siguiente toma, Peter (montando un unicornio) y Oreius el centauro (que parece ser el general del ejército de Aslan) están a la cabeza de sus tropas en el campo de batalla. Están estacionados debajo de un acantilado, en la parte superior esta Edmund, quien encabeza a los arqueros y los pájaros (presumiblemente águilas, halcones, gavilanes y grifos). Un grifo le dice a Peter que el ejército de la Bruja Blanca viene con "números y armas mucho más grandes que las nuestras". En el otro lado del campo de batalla, general Otmin (un minotauro que es el general del ejército de la Bruja Blanca) lleva a sus propias tropas. La Bruja Blanca está a su lado en su carro tirado por dos feroces osos polares. Ella lleva la melena de Aslan, afeitado de la cabeza ante su asesinato.
A la señal de los comandantes para comenzar la batalla, Otmin y aproximadamente la mitad de sus soldados avanzan a través del campo. La Bruja Blanca, y la otra mitad de los combatientes, se quedan atrás. Ninguna de las tropas de Peter se movió hasta que da las señales a sus animales alados para atacar como el grifo, que espiaban a la Bruja Blanca también se unen a los animales alados. Vuelan y caen piedras en el enemigo para ablandarlos (en un tiro fuerte reminiscencia de la incursión aérea nazi de escena inicial de la película) antes de que las fuerzas principales se involucren en batalla. Otmin los ve venir y cita "Miren al cielo." Los enanos negros usan sus arcos y flechas para tratar de derribar algunos de ellos hacia abajo. La Bruja Blanca le señala sus arpías volar y atacar a los grifos y otros animales que vuelan con el fin de minimizar las pérdidas. Después de esto, Peter y Oreius conducen a su ejército en una carga masiva usando una formación con forma de cuña de volar la formación, y se involucran en la batalla con las tropas de la Bruja.
Cuando la cámara vuelve a la batalla (que se entremezcla con la historia de Susan y Lucy encontrando a Aslan vivo), la Bruja Blanca hace su movimiento mientras conduce la segunda legión de su ejército. Un ave fénix es enviada desde el lado de Peter sólo para ser perseguida por una arpía y esquiva las flechas disparadas por los enanos negros. Incluso el ave fénix fue capaz de acabar con la arpía y tenía toda la intención de hacerlo, pero Peter sintió que lo mejor es no retrasar el ave fénix y así mata la arpía lanzando una jabalina en su corazón antes de que el ave fénix pueda participar. Después de que Peter mató la arpía lanzando una lanza en ello, los fénix se auto-queman y extienden su fuego a través del campo bloqueando temporalmente el avance de cualquier lado quemando algunos de los soldados de la Bruja Blanca que trataron de cruzarlo. Cuando la Bruja rompe esta barrera usando su varita, Peter grita  "retroceder y atraerlos a las rocas." A medida que están cargando de nuevo, muchos de los soldados de la Bruja Blanca son golpeados por una andanada de flechas disparadas por los arqueros. Sin embargo, los enanos negros comenzaron el derribo de algunos de los soldados de Aslan, así mientras Ginnabrik dispara al unicornio y hiere a Peter. Peter se lanza de la criatura. Oreius ve la situación y galopa para atacar a la bruja se acerca con un rinoceronte. Un heridas tobillo Slicer el rinoceronte después de haber derribado algunos de los soldados de la Bruja Blanca, pero la pelea de Oreius no termina y mata a Otmin. Oreius va después tras la bruja con solo su espada de dos manos, y salta sobre ella. Ella se agacha y se engancha con Oreius. Debido al peso de la espada, es demasiado lento para bloquear una estocada de su varita y termina petrificado antes de poder darle su golpe final a la bruja.
En la siguiente toma de la batalla, la Bruja Blanca ha salido de su carro y camina. Ella ha petrificado a un sátiro y empuja su forma petrificada al suelo. Luego, dos grifos van a atacarla, pero hiere el primer grifo cortando su ala y mata al otro al convertirlo en piedra en pleno vuelo enviándolo a chocar contra el suelo con algunos de sus escombros golpeando los soldados. Al ver esto, Peter advierte a Edmund dejar la batalla y "sacar a las chicas, y volver a casa." Pero Edmund ve a la Bruja petrificar un fauno y un jaguar como ella se acerca a Peter. Edmund saca su espada mientras el Sr. Castor intenta tirar de Edmund lejos diciendo: "Peter dijo que salieras de aquí!" Edmund escapa diciendo "Peter aún no no es el rey" y va a pelear en un duelo con la Bruja. Edmund es perseguido después por dos minotauros. Los Faunos distraen al primero, mientras que un gorila intercepta al otro minotauro despejando el camino para Edmund. En el camino, Ginarrbrik es abrumador y está a punto de matar a una enana roja, pero Edmund lo hiere empujándolo por el precipicio. Edmund está a punto de enfrentarse a la bruja que todavía estaba en camino a petrificar a Peter. Se las arregla para romper su varita a la mitad, por lo que ahora es inútil como medio de petrificación y dejando a la bruja visiblemente sorprendida. Sin embargo, ella sumerge el agudo final de la vara en el estómago y él cae al suelo, herido de muerte. Peter lo ve y corre para luchar contra la bruja cara a cara.
A medida que la batalla avanza, un rugido se escucha desde arriba y ambos a su vez pueden ver a Aslan y un ejército fresco llega a unirse a la batalla. Como algunos de los soldados cansados de la Bruja Blanca son pisoteados por los refuerzos, el Sr. Tumnus derriba un duende con otro león corriendo a su lado y Rumblebuffin utiliza su mazo en dos minotauros. Peter y la Bruja Blanca continúan luchando y la Bruja Blanca gana la mano superior, tropezando Peter al suelo con su espada, clava el brazo de peter al suelo, y golpea el escudo de su mano. Así mientras ella se prepara para matarlo, Aslan derriba a la Bruja Blanca con un gran salto que la coge directamente. Ocurre un momento de paz inquietante mientras sobreviene como la Bruja acepta su fatalidad y Aslan la decapita. Mientras los refuerzos avanzan barriendo el campo de batalla, Aslan le dice a Peter que "Todo ha terminado."
Peter se reunió con sus hermanas, que notan de inmediato la ausencia de Edmund. Lo Encuentran a él aferrándose a los últimos hilos de la vida mientras un Ginarrbrik herido está preparándose para terminar de matarlo. Susan dispara y mata Ginarrbrik mientras levanta su hacha para la matanza, salvando a Edmund. Lucy intenta usar su regalo de Navidad para curar a Edmund, pero parece fallar por un momento mientras Edmund aparentemente muere en el momento en que se vierte una gota en la boca. Sin embargo, él revive un momento después curado de sus heridas. Lucy se apresura a sanar a los soldados heridos, mientras que Aslan revive aquellos que fueron petrificados.
Ambos ejércitos cuentan con caracteres o tipos de criaturas que no se mencionan en el libro. Estos soldados en el ejército de Aslan son centauros, gorilas, sátiros, faunos, perros, tejones, osos, guepardos, grifos, leopardos, jaguares, fénix, enanos rojos, rinocerontes, jabalíes, caballos, unicornios, gigantes, águilas y halcones.
Estos soldados son del ejército de la Bruja Blanca son minotauros, cortadores de tobillos, enanos oscuros, cíclopes, arpías, tigres, lobos, duendes, hombres lobo, gigantes, ogros, necrófagos, orcos, trolls y brujas.